# Lyndhurst, Hampshire
Lyndhurst (engelskt uttal: [lɪndhərst]) är en ort och civil parish i grevskapet Hampshire i södra England. Orten är huvudort i distriktet New Forest och ligger cirka 12,5 kilometer sydväst om Southampton. Det är ett populärt turistmål med många butiker, museum, hotell och pubar. Tätorten (built-up area) hade 2 462 invånare vid folkräkningen år 2021.